# Hot Space
«Hot Space» (укр. «Гарячий космос») — десятий студійний альбом британського рок-гурту «Queen», випущений 21 травня 1982 року «EMI Records» у Великій Британії і «Elektra Records» в США. В альбомі відзначається помітний зсув в музичному напрямку, порівняно з попереднім альбомом, гурт використав багато елементів диско, фанку, ритм-енд-блюзу, денсу і поп-музики. Це зробило альбом менш популярним серед фанів, які воліли традиційного рок-стилю, який вони асоціювали з гуртом. Рішення «Queen» записати танцювально-орієнтований альбом зародилося від великого успіху в США їхнього хіта 1980 року «Another One Bites the Dust» (і меншою мірою, успіху пісні у Великій Британії).
«Under Pressure», створена «Queen» у колаборації з Девідом Бові, була випущена у 1981 році, вона стала другим хітом гурту, що посів 1 позицію у Великій Британії. Попри те, що пісня була включена в «Hot Space», вона є окремим проєктом, її записали перед альбомом, до виникнення суперечок серед учасників щодо нового рок-звучання «Queen» під впливом диско. Другий сингл альбому, «Body Language» досяг 11 позиції в чартах США. У липні 2004 року журнал «Q» назвав «Hot Space» одним з п'ятнадцяти найкращих альбомів, «де великі рок-виконавці втратили сюжет». Більша частина альбому була записана в Мюнхені під час самого бурхливого періоду в історії гурту, і Браян Мей і Роджер Тейлор негативно ставилися до нового звучання, причому обидва були дуже критичні щодо впливу на співака Фредді Мерк'юрі менеджера Пола Прентера. Згідно з оцінками, продажі альбому на сьогодні складають 3,5 млн копій.

## Пісні

### Огляд
До 1979 року «Queen» ніколи не використовували синтезатори у своїх альбомах. Починаючи з альбому «The Game», «Queen» почали використовувати синтезатори «Oberheim OB-X» у своїх піснях (наприклад, у «Play the Game» і «Save Me») і продовжували далі це робити. У «Hot Space» гурт пішов ще далі, вперше використавши драм-машину. Гурт відійшов від їхнього фірмового звучання сімдесятих років, більша частина «Hot Space» являє собою суміш ритм-енд-блюзу, фанку, денсу і диско — тоді як «рок»-пісні продовжили створювати у поп-рок-напрямку, аналогічному їхньому попереднього альбому (винятком є пісня «Put Out the Fire»). Негативно ставлячись до нового звучання, Браян Мей і Роджер Тейлор були дуже критичні стосовно впливу, який справив на співака Фредді Мерк'юрі між 1980 і 1984 роками, його особистий менеджер Пол Прентер. Прентер, нібито, відмовив іншим членам у доступі до Мерк'юрі.

### Сторона «А»
Staying Power
Аранжування горну для пісні «Staying Power», написаної Мерк'юрі, було додано Аріфом Мардіном (який також продюсував Чаку Хан і додав секції горну до записів «Bee Gees» і Арети Франклін). «Staying Power» виконувалася під час «Hot Space Tour», хоча і набагато швидше і «важче», зі справжніми ударними, що замінили драм-машину, гітарами і клавішними, що замінили горни (це аранжування не містило реальної бас-гітари, оскільки Джон Дікон грав на соло-гітарі, спільно з Меєм). Пісня також виконувалася на гастролях «Queen» «The Works Tour», хоча й рідше, ніж під час «Hot Space Tour». У Японії гурт випустив сингл зі «Staying Power» у липні 1982 року. Пісня також була випущена як сингл в США в листопаді 1982 року. Вона не потрапила до чартів в жодній країні світу. Аранжування Мардіна було записано в студії звукозапису в Нью-Йорку. В оригінальній демо-версії треку замість горнів була використана гітара.
Dancer
Бас-лінія до «Dancer», написаної Меєм, була зіграна на синтезаторі «Oberheim OB-Xa» ним же. Сама по собі, пісня — це злиття року і диско — що є чимось на зразок продовження пісні «Dragon Attack» з альбому гурту «The Game» 1980 року у тому, що у ній з'єднані елементи «важкої» музики з танцювальними, як це робив гурт «Led Zeppelin». Телефонне повідомлення у кінці «Dancer» німецькою мовою було записано в готельному номері в Мюнхені; воно приблизно перекладається як «добрий ранок, це ваш дзвінок-будильник». Тексти пісні «Dancer» також відрізняються тим, що є єдиними в альбомі, які посилаються на саму назву альбому.
Back Chat
«Back Chat», написана Діконом, — це трек, у якому найбільше присутній вплив «чорної музики». На додаток до звичайної гри на бас-гітарі, Дікон у пісні також грає на ритм-гітарі, соло-гітарі та синтезаторі. Пісня вийшла як сингл, який досяг 40-ї позиції у британських чартах. У відео-коментарі до збірки «Greatest Video Hits 2» Тейлор дав зрозуміти, що він ненавидить музичне відео до цієї пісні.
Body Language
«Body Language» є «нетиповою» серед пісень «Queen», будучи єдиним синглом, випущеними гуртом, що містить гри на гітарі (за винятком «завивання» гітари під час завершення пісні, які стали помітнішими протягом усього реміксу, випущеного у 1991 році). Мерк'юрі, який написав пісню на бас-синтезаторі, раніше досліджував потенціал цього інструменту, використовуючи в альбомі-саундтреці «Flash Gordon». Відеоролик до «Body Language», в якому напівоголені люди рухалися один навколо одного, виявився дещо суперечливим і був заборонений у декількох країнах. Пісня також грала в документальному фільмі «Стриптизерка» 1984 року у виконанні одного з танцюристів.
Action This Day
«Action This Day», одна з двох пісень альбому, написана Роджером Тейлором. У пісні явно відчутний вплив руху нової хвилі — популярного на той час музичного стилю; удари електронної драм-машини в темпі 2/4 є центровим ритмом пісні, що містить саксофонне соло, яке грає італійський сесійний музикант Діно Солера. «Action This Day» бере свою назву від «коронної» фрази Вінстона Черчилля, якою державний діяч помічав термінові документи, вона натякає на тему соціальної обізнаності, яку Тейлор підтримував у багатьох своїх піснях. Гурт виконував «Action This Day» наживо під час «Hot Space Tour» з простішим аранжуванням, замінивши драм-машину і басовий синтезатор на рок-ритмічну секцію і синтезатор, який замінював саксофонне соло. Куплети пісні виконувалися Тейлором і Мерк'юрі в дуеті, приспіви співали обидва, а перехід, на зразок репу, виконував Тейлор.

### Сторона «Б»
Put Out the Fire
«Put Out The Fire» — пісня, яка виступає проти вогнепальної зброї, написана Меєм, головний вокал виконав Мерк'юрі, а головний вокал наприкінці кожного куплеті виконав Мей у фальцет. Гітарне соло до пісні було записано Меєм під впливом алкоголю (після багатьох невдалих спроб). Тексти першого куплету явно натякали на вбивство Джона Леннона Марком Чепменом, такими рядками, як: «Вони називають його героєм» (Леннон), «В країні вільній» (Захід/Америка), «Але він не захотів потиснути мені руку» (невизначений, але Леннон підписав платівку Чепмена), «Він мене розчарував», (Чепмен, очевидно, був розчарований відмовою Леннона від Бога та/або його останньою музикою), «Так що я дістав мій пістолет, і я його пристрелив». Смерть Леннона була недавньою і «сирою» для багатьох людей, включаючи таких шанувальників, як учасники гурту «Queen» (гурт «The Beatles» зробив великий вплив на «Queen»), а пісня «Life Is Real (Song For Lennon)», написана Мерк'юрі, що слідує відразу після цієї, не була випадковою.
Хоча пісня не виходила як сингл, «Put Out The Fire», «традиційна» пісня Queen, пізніше вона з'явилася у збірці «Queen Rocks» у 1997 році. Також було випущено нове відео до пісні, яке увійшло до відео-збірки, в якому представлено живе виконання пісні, доповнене кадрами вогню і вибухів.
Life Is Real (Song for Lennon)
Мерк'юрі написав «Life Is Real» як данину поваги Джону Леннону, вбивство якого відбулося у 1980 році, це також спонукало гурт виконувати його пісню «Imagine» на гастролях. Як і пісні Леннона, «Life Is Real» має рідкісне, для пісень гурту, фортепіанне аранжування і меланхолійний тон. Це також одна з небагатьох пісень Мерк'юрі, тексти якої були написані до створення музики (іншою була «Killer Queen»). Назва пісні є відсиланням до лірики «love Is real», з пісні Леннона 1970 року «Love», або до рядка «nothing is real», з пісні «The Beatles» «Strawberry Fields Forever». Пісня починається з трьох дзвінких фортепіанних нот, метою яких є закликання згадати про вступні дзвони у піснях Леннона «(Just Like) Starting Over» і «Beautiful Boy (Darling Boy)». Крім того, перші два слова: «плями провини...» вони практично ідентичні інтервальним (хоча і в іншому ключі) першим двом нотам Леннона в його пісні «Mother».
Calling All Girls
Перша пісня «Queen», написана Роджером Тейлором, яка була випущена як сингл (хоча й у деяких країнах, включаючи США та Австралію, але не Велику Британію), «Calling All Girls» не мала істотного успіху в чартах, де вона досягла максимальної 60-ї позиції в США і 33-ї в Канаді, попри знятий до неї відеокліп на основі фільму Джорджа Лукаса «THX 1138». Тейлор склав «Calling All Girls» на гітарі під час відпочинку, використовуючи шуми, що виникали внаслідок ефекту Ларсена (акустичного зворотного зв'язку). «Queen» ніколи не виконували цю пісню в Європі, але живий запис із Японії 1982 року є комерційно доступним на DVD «Queen on Fire — Live на Bowl», де «Calling All Girls» є супроводом фотогалереї. Сингл з піснею вийшов в липні 1982 року.
Las Palabras de Amor (The Words of Love)
Тексти до пісні Мея «Las Palabras de Amor» були натхненні тісними відносинами «Queen» з їхніми латиноамериканськими шанувальниками і були інтерпретовані як алегорія Фолклендської війни. Насправді, альбом вийшов під час війни і був записаний задовго до її початку. Ставши «топ-20»-хітом у Великій Британії, «Las Palabras de Amor» ознаменувала четверту появу гурту на телепередачі «Top of the Pops» (перша, друга і третя поява була з піснями «Seven Seas of Rhye», «Killer Queen» і «Good Old-Fashioned Lover Boy»). У цьому виконанні під фонограму можна побачити гру Мея на роялі, хоча в записі є тільки синтезатори (на яких грає Мей). Мей також заспівав головний вокал у гармонії з рядком «цієї ночі і назавжди».
Cool Cat
«Cool Cat», написана Мерк'юрі і Діконом, спочатку вона містила бек-вокал Девіда Бові і кілька рядків розмовних слів в ритмі переходу. За словами Мерк'юрі в телевізійному інтерв'ю 1982 року, Бові був незадоволений результатами запису пісні і запропонував вилучити своє виконання за кілька днів до того, як альбом вийшов. За винятком електричного піаніно (на якому грав Мерк'юрі), на всіх інструментах грає Дікон, включаючи ударні, гітари і синтезатори. В альбомній версії Мерк'юрі співає всю пісню фальцетом. Існує альтернативний запис-дубль пісні з вокалом Бові, який зберігся до нашого часу, він широко доступний на різних бутлегових записах і на вінилових платівках тестових відтисків в США з альбомом «Hot Space» початку 1982 року. Дікон грав, використовуючи техніку слеп, що можна почути протягом всього треку.
Under Pressure
Знаменитий дует з Бові «Under Pressure» став результатом імпровізованої джем-сесії в студії гурту в Монтре. Під час вого випуску у 1981 році, «Under Pressure» досягла 1-ї позиції в «UK Singles Chart». Хоча пісня була зарахована до спільної творчості всіх членів гурту, і Бові у тому ж числі, Мерк'юрі був головним режисером цього треку, він і Бові були головними ліриками (кожен написав тексти, які вони спільно співали). Частина акордової прогресії заснована на грубій демо-версії невиданої пісні «Feel Like».

## Тур
«Hot Space Tour» 1982 року був останнім туром «Queen» по Америці до часів «Queen + Paul Rodgers Tour» у 2006 році. Гурт повністю припинив гастролювати у 1986 році через погіршення здоров'я Мерк'юрі, у 2005 році гастролі гурту відновилися, першим з яких став «Queen + Paul Rodgers Tour». 

## Реліз і відгуки критиків
Завдяки своєму денс-поп-звучанню, «Hot Space» на думку прихильників і критиків є одним з тих альбомів «Queen», які найбільш «артистично розчаровують». Стівен Томас Ерлвайн з «AllMusic» сказав про альбом, що «гурт, який колись з гордістю заявляв, що не використовує синтезатори у своїх альбомах, раптово різко змінив курс, присвятивши всю першу частину альбому роботизованій, танцювальній поп-музиці нової хвилі, керованої драм-машинами та забарвленої клавішними, а гітара Браяна Мея приходить як аромат тільки іноді». Алекс Петрідіс з «The Guardian» дав альбому дві зірки і сказав: «як і „Queen“, диско було мелодраматичним, нерозкаяним табором, екстравагантно аранжоване і всеїдне в своїх впливах. Принаймні, так і було. На час „Hot Space“ 1982 року диско мутувало в дивне, скелетне, електронне "dubby"-звучання, вперше створене ді-джеєм Ларрі Левеном, яке дійсно не підходило „Queen“ взагалі».

## Вплив
Майкл Джексон, який тоді був близьким другом гурту, пізніше посилався на «Hot Space», як на альбом, який вплинув на його власний альбом «Thriller». В інтерв'ю 2015 року з Грегом Прато із журналу «Songfacts» гітарист гурту «Extreme» Нуно Беттенкорт описав те, яким важливим, для нього, як для музиканта, був «Hot Space»:
Думаю, що він цікавий, бо той альбом навчив мене двох речей. Він навчив, що навіть коли ти в гурті граєш на гітарі, гітара не повинна вести музику — на першому місці має бути пісня. Але, гадаю, головне в тому, що „Queen“ таки зробили такий альбом — у фанатів він був найменш улюбленим, але він був одним із улюблених для мене, бо він пішов на ризик і відійшов з протоптаної стежки. Усі ці уривки з синтезатором, які вони зробили, і горни, я якось завжди чув їх із гітарою у голові. Але, на диво, чи випадково, назва „Hot Space“ саме те, що вона означає: це увесь простір між музикою. Саме це робить його фанковим і саме це захоплює.

## Список пісень
| Сторона «А» | Сторона «А»       | Сторона «А»     | Сторона «А»                     | Сторона «А» |
| #           | Назва             | Автор           | Вокал                           | Тривалість  |
| ----------- | ----------------- | --------------- | ------------------------------- | ----------- |
| 1.          | «Staying Power»   | Фредді Мерк'юрі | Фредді Мерк'юрі                 | 4:10        |
| 2.          | «Dancer»          | Браян Мей       | Фредді Мерк'юрі                 | 3:46        |
| 3.          | «Back Chat»       | Джон Дікон      | Фредді Мерк'юрі                 | 4:31        |
| 4.          | «Body Language»   | Фредді Мерк'юрі | Фредді Мерк'юрі                 | 4:29        |
| 5.          | «Action This Day» | Роджер Тейлор   | Фредді Мерк'юрі і Роджер Тейлор | 3:33        |

| Сторона «Б» | Сторона «Б»                                | Сторона «Б»                                                       | Сторона «Б»                  | Сторона «Б» |
| #           | Назва                                      | Автор                                                             | Вокал                        | Тривалість  |
| ----------- | ------------------------------------------ | ----------------------------------------------------------------- | ---------------------------- | ----------- |
| 6.          | «Put Out the Fire»                         | Браян Мей                                                         | Фредді Мерк'юрі              | 3:15        |
| 7.          | «Life Is Real (Song for Lennon)»           | Фредді Мерк'юрі                                                   | Фредді Мерк'юрі              | 3:39        |
| 8.          | «Calling All Girls»                        | Роджер Тейлор                                                     | Фредді Мерк'юрі              | 3:53        |
| 9.          | «Las Palabras de Amor (The Words of Love)» | Браян Мей                                                         | Фредді Мерк'юрі і Браян Мей  | 4:26        |
| 10.         | «Cool Cat»                                 | Фредді Мерк'юрі і Джон Дікон                                      | Фредді Мерк'юрі              | 3:26        |
| 11.         | «Under Pressure» (з Девідом Бові)          | Фредді Мерк'юрі, Браян Мей, Роджер Тейлор, Джон Дікон, Девід Бові | Фредді Мерк'юрі і Девід Бові | 4:02        |

| Бонус-трек (1991 «Hollywood Records» CD перевидання) | Бонус-трек (1991 «Hollywood Records» CD перевидання) | Бонус-трек (1991 «Hollywood Records» CD перевидання) | Бонус-трек (1991 «Hollywood Records» CD перевидання) |
| #                                                    | Назва                                                | Автор                                                | Тривалість                                           |
| ---------------------------------------------------- | ---------------------------------------------------- | ---------------------------------------------------- | ---------------------------------------------------- |
| 12.                                                  | «Body Language» (1991 бонус-ремікс Сюзан Роджерс)    | Фредді Мерк'юрі                                      | 4:44                                                 |

| 2011 Bonus EP | 2011 Bonus EP                                          | 2011 Bonus EP   | 2011 Bonus EP |
| #             | Назва                                                  | Автор           | Тривалість    |
| ------------- | ------------------------------------------------------ | --------------- | ------------- |
| 1.            | «Staying Power» (виступ у Milton Keynes, червень 1982) | Фредді Мерк'юрі | 3:57          |
| 2.            | «Soul Brother» (B-сторона)                             | Queen           | 3:36          |
| 3.            | «Back Chat» (сингл-ремікс)                             | Джон Дікон      | 4:12          |
| 4.            | «Action This Day» (виступ у Токіо, листопад 1982)      | Роджер Тейлор   | 6:25          |
| 5.            | «Calling All Girls» (виступ у Токіо, листопад 1982)    | Роджер Тейлор   | 4:45          |

| 2011 iTunes бонус-відео | 2011 iTunes бонус-відео                                  | 2011 iTunes бонус-відео |
| #                       | Назва                                                    | Тривалість              |
| ----------------------- | -------------------------------------------------------- | ----------------------- |
| 6.                      | «Las Palabras de Amor» (Top of the Pops, 1982)           |                         |
| 7.                      | «Under Pressure» (мікс, 1999)                            |                         |
| 8.                      | «Action This Day» (виступ у Milton Keynes, червень 1982) |                         |

## Кліпи до альбому
1. «Back Chat» — у кліпі рідкісний випадок, коли Браян Мей грає не на своїй гітарі «Red Special». Кліп в художньому стилі «техно», що відповідає музиці альбому.
2. «Body Language» — дія відбувається в турецькій лазні. Кліп був заборонений до показу по телебаченню як занадто відвертий, проте вийшов у збірці «Greatest Video Hits 2».
3. «Calling All Girls» — створений під враженням від кінострічки «THX 1138» Джорджа Лукаса, де існував світ роботів, а люди служили їм рабами. У кліпі повторюється ця ситуація, але Фредді з друзями ламають всіх роботів і вириваються на свободу.
4. «Under Pressure» — відеонарізка Девіда Маллета, складена з чорно-білих кадрів старих фільмів і кольорової хроніки, що об'єднано «темою тиску». Один з найвдаліших відеокліпів «Queen» без безпосередньої зйомки, що увійшов до більшості збірок гурту.
5. «Las Palabras de Amor» — відеокліп був зроблений в старому стилі. Гурт грав в студії на інструментах.

## Учасники запису
Queen
- Фредді Мерк'юрі – головний вокал (всі треки), бек-вокал (всі треки), клавішні (1, 4, 5, 7, 10, 11), драм-машина (1, 4), синтезатор (1, 4)
- Браян Мей – електрогітара (всі, крім 10), бек-вокал (2, 6, 9), другий головний вокал (9), акустична гітара (7-9), драм-машина (2), синтезатор (2), клавішні (9)
- Роджер Тейлор – ударні (всі, крім 10), бек-вокал (2, 5, 6, 9, 11), перкусія (2, 6, 8), другий головний вокал (5), синтезатор (5), електрична гітара (5), акустична гітара (8)
- Джон Дікон – бас-гітара (3, 6-11), електрогітара (1, 3, 10), драм-машина (3, 10), синтезатор (3, 10)

Додатковий персонал
- Девід Бові – головний вокал (11), бек-вокал (11), синтезатор (11)
- Аріф Мардін – аранжування з горнами і продюсування у «Staying Power»
- Райнгольд Мак – продюсування, бас-синтезатор (5)
- Діно Солера – саксофон (5)

## Чарти
| Чарт (1982)                                      | Позиція |
| ------------------------------------------------ | ------- |
| Австралія (Kent Music Report)                    | 15      |
| Австрійський чарт альбомів                       | 1       |
| Канада (RPM)                                     | 6       |
| Нідерланди (MegaCharts)                          | 1       |
| Франція (SNEP)                                   | 7       |
| Німеччина (Media Control Charts)                 | 5       |
| Італійський чарт альбомів                        | 9       |
| Японія (Oricon)                                  | 6       |
| Нова Зеландія (Official New Zealand Music Chart) | 5       |
| Норвегія (VG-lista)                              | 3       |
| Швеція (Sverigetopplistan)                       | 4       |
| Велика Британія (UK Albums Chart)                | 4       |
| США (Billboard 200)                              | 22      |
| США (Billboard R&B Albums Chart)                 | 40      |

| Чарт/країна (1982)                | Позиція |
| --------------------------------- | ------- |
| Австрійський чарт альбомів        | 17      |
| Канада (RPM)                      | 46      |
| Франція (SNEP)                    | 14      |
| Італійський чарт альбомів         | 54      |
| Велика Британія (UK Albums Chart) | 51      |

| Країна                                                  | Сертифікація | Продано  |
| ------------------------------------------------------- | ------------ | -------- |
| Австрія (IFPI)                                          | Золото       | 25,000*  |
| Польща (ZPAV)                                           | Платина      | 20,000*  |
| Велика Британія (BPI)                                   | Платина      | 300,000^ |
| США (RIAA)                                              | Золото       | 500,000^ |
| * Дані про продажі, засновані тільки на сертифікації    |              |          |
| ^ Дані про постачання, засновані тільки на сертифікації |              |          |